# Warapo
El grupo “Warapo” se fundó el 1.º de abril de 1998 en la Universidad Central de Las Villas, Cuba. En ese mismo año recibió el premio a ¨Mejor Agrupación Amateur¨ en el XIV Festival Nacional de Artistas Universitarios. Perteneció al catálogo de la Empresa de Representaciones Artísticas ¨Musicuba¨ de la EGREM (Empresa de Grabaciones y Ediciones Musicales), sello bajo el cual grabó su primer  CD ¨Mala vida¨ en el año 2004. Su segunda producción discográfica, el CDVD ¨Tengo nada¨ salió en el año 2007, contando con la producción musical a cargo de Juan A. Leyva, renombrado músico y productor internacional.  
La música de ¨Warapo¨ pudiera catalogarse como fusión latina con influencias de géneros como el chachacha, el pop, la guaracha, el son, el rock, la cumbia, el vallenato y el reguetón, sobre una base rítmica fundamentalmente cubana.
La imagen que proyecta el grupo es joven, fresca, desenfadada y versátil. El baile, la música y los efectos escénicos provocan un inolvidable performance. 
Actualmente en Panamá la agrupación continúa desarrollando su trabajo creativo enfocado al mercado latino e internacional. 
Premios y reconocimientos:
- 
- “Mejor Opera Prima” por el audiovisual “Dolor y Pena” en el Festival de Video Clip cubano (ano 2004). -

- 1.er Lugar en la Lista de Éxitos en la radio cubana (ano 2005). -

- CDVD “Tengo nada” nominado en 4 categorías del evento “Cubadisco” 2008. Estas fueron: Fusión, Pop Rock, Diseño Gráfico y DVD Multimedia, siendo premiado en esta última categoría. Experiencia Internacional: -

- Participó en representación del Continente Latinoamericano en el “Festival Folklórico Internacional” de la Universidad Kapodistria de Atenas, Grecia (edición de julio de 1999). -

- Giras promocionales a Chipre en octubre de 2001 y marzo de 2002, esta última con presentaciones en los ¨Carnavales de Limassol¨, relevante evento cultural de este país.  -

- Participó en el XII Festival del Mundo Maya, en la ciudad de Palenque, Chiapas, México (ano 2006). -

- Gira por el Continente Asiático: Vietnam, Singapur, China, Tailandia, Malasia y Camboya (año 2008 - 2012).

Videos en vivo:
-	http://www.youtube.com/watch?v=dIFXJsIGLOM “Tu veneno”  
-	http://www.youtube.com/watch?v=U0OpueYl4ss “Para darte más” 
Artículos y Entrevistas:
-	http://www.vidadelatinos.com/article/warapo-meet-cubas-playful-side
- Datos: Q97273523